# Knockglass
Knockglass är en ort i republiken Irland.   Den ligger i provinsen Munster, i den södra delen av landet, 200 km sydväst om huvudstaden Dublin. Knockglass ligger 49 meter över havet och antalet invånare är 443.
Terrängen runt Knockglass är platt.  Närmaste större samhälle är Cobh, 18,5 km väster om Knockglass. Trakten runt Knockglass består i huvudsak av gräsmarker.